# Порт Лавака (Тексас)
Порт Лавака (енгл. Port Lavaca) град је у америчкој савезној држави Тексас. По попису становништва из 2010. у њему је живело 12.248 становника.

## Демографија
Према попису становништва из 2010. у граду је живело 12.248 становника, што је 213 (1,8%) становника више него 2000. године.
| Група             | 2000.         | 2010.         |
| Белци             | 4.697 (39,0%) | 4.014 (32,8%) |
| Афроамериканци    | 488 (4,1%)    | 471 (3,8%)    |
| Азијати           | 476 (4,0%)    | 748 (6,1%)    |
| Хиспаноамериканци | 6.272 (52,1%) | 6.933 (56,6%) |
| Укупно            | 12.035        | 12.248        |